# キタイチ
キタイチは、2017年4月4日（3日深夜）から2019年3月30日まで、テレビ朝日のネオバラ3で火曜日1:59 - 2:24（月曜日深夜）放送された、バラエティ番組中心テレビ放送枠であり深夜番組レーベルの名称。

## 概要
テレビ朝日が期待をかけそうな新企画を、一度だけの単発特別番組から、全4回にかけてまでの幅広い日程で、月替わりで放送。
なお番組名は『来た!1（番の企画）』や『期待値』を掛けている。

## ラインナップ
放送日付はJST。
| #                       | 番組名                                                                       | 主な出演者                                                                           |
| ----------------------- | ---------------------------------------------------------------------------- | ------------------------------------------------------------------------------------ |
| 2017年4月4日-4月25日    | 世界カンペ旅                                                                 | 三四郎                                                                               |
| 2017年5月2日-5月23日    | それ、古いっすよ。                                                           | 千鳥                                                                                 |
| 2017年5月30日-6月20日   | 妄萌がーる。 ～恋したい女子が見てるって噂～                                  | 秋元真夏 飯窪春菜 ほか                                                               |
| 2017年7月4日-8月8日     | イッテンモノ!                                                                | 千鳥 サンドウィッチマン 三四郎                                                       |
| 2017年8月15日-8月22日   | シティコネクション                                                           | 千鳥 藤井サチ                                                                        |
| 2017年8月29日-9月5日    | 大人のワザ技                                                                 | 澤部佑 小宮浩信 田中萌（テレビ朝日アナウンサー）                                     |
| 2017年9月12日-9月19日   | 社長テスト                                                                   | 又吉直樹 吉村崇 久冨慶子（テレビ朝日アナウンサー）                                   |
| 2017年9月26日-10月3日   | こんな田舎がアルか否か!?                                                     | サバンナ 島本真衣（テレビ朝日アナウンサー）                                          |
| 2017年10月10日-10月17日 | 夫はつらいよ                                                                 | りゅうちぇる 飯尾和樹                                                                |
| 2017年10月24日-10月31日 | 千鳥のハンターおとも旅                                                       | 千鳥                                                                                 |
| 2017年11月7日-11月14日  | イッテンモノ傑作選                                                           | 千鳥 サンドウィッチマン 三四郎                                                       |
| 2017年11月21日-11月28日 | 駐妻は見た!（第1期）                                                         | ゆいP（おかずクラブ） 安めぐみ                                                       |
| 2017年12月5日-12月19日  | 千鳥の東京路地裏大クセ探訪                                                   | 千鳥                                                                                 |
| 2018年1月9日-1月16日    | 浪費女子やってます。                                                         | ハリセンボン 佐野ひなこ 林美沙希（テレビ朝日アナウンサー）                           |
| 2018年1月23日-1月30日   | シークレット★ワード                                                          | 若林正恭                                                                             |
| 2018年2月6日-2月13日    | 今旬ゲストに密着!ホメちぎり                                                  | カンニング竹山                                                                       |
| 2018年2月20日-2月27日   | 駐妻は見た!（第2期）                                                         | 高橋真麻 山崎ケイ（相席スタート）                                                    |
| 2018年3月6日-3月13日    | 山里亮太のナナ目線 イマドキ女子に物申す!                                     | 山里亮太 山本雪乃（テレビ朝日アナウンサー）                                          |
| 2018年3月20日-3月27日   | ギフトソング                                                                 |                                                                                      |
| 2018年4月3日-4月10日    | 全部 私が触りました                                                          | 進行：久冨慶子 MC：ケンドーコバヤシ、山崎ケイ                                        |
| 2018年4月17日-4月24日   | これって偏見ですか?                                                          | 田中卓志、久保田かずのぶ、黒沢かずこ、山田菜々、三谷紬                               |
| 2018年5月1日-5月8日     | 今夜、ホール近くの居酒屋で…                                                  | 小峠英二                                                                             |
| 2018年5月15日-5月22日   | 出川とWHYガール                                                              | 出川哲朗                                                                             |
| 2018年5月29日-6月5日    | 麗しのコメンテーターに論破されたい                                           | 山里亮太                                                                             |
| 2018年6月12日-6月19日   | 結婚前夜におじゃまします。                                                   | 田中卓志（アンガールズ）                                                             |
| 2018年6月26日-7月3日    | クイズジャングル!弱肉強食バトルロワイヤル                                    | 大西洋平                                                                             |
| 2018年7月10日-7月17日   | ラーメン店軒先の明と暗                                                       | 髙嶋政宏                                                                             |
| 2018年7月24日-7月31日   | 日本伝えばなし                                                               | 千原ジュニア                                                                         |
| 2018年8月7日-8月14日    | ディープな街で昼から何してる?                                                | 田中卓志（亀戸編）、尾形貴弘（小岩&伊勢佐木町編）、                                  |
| 2018年8月21日-8月28日   | 愛する父をよろしく                                                           | 岡井千聖                                                                             |
| 2018年9月4日-9月11日    | ワンフィクション 芸能人密着ドキュメントに潜むたった一つだけのウソ。          | 進行：田中萌、レギュラーゲスト：堀田茜                                               |
| 2018年9月18日-9月25日   | OKワゴン                                                                     | ナレーション：江頭2:50                                                               |
| 2018年10月2日-10月9日   | ラーメン店 軒先の明と暗 〜芸能界のラヲタが選ぶ旬の一杯!No.1に輝く店は!?      | 高嶋政宏                                                                             |
| 2018年10月16日-10月23日 | 身内自慢バトル 俺の親戚!                                                     | 澤部佑、丸山桂里奈、岡副麻希                                                         |
| 2018年10月30日-11月6日  | あの話、どうなった?                                                          | MC：千鳥、コメンテーター：森口博子、須田亜香里                                       |
| 2018年11月13日-11月20日 | ガンバレルーヤのお庭、泊まらせてください!                                    | ガンバレルーヤ                                                                       |
| 2018年11月27日-12月4日  | いの一番                                                                     | 今田耕司、飯尾和樹、いとうあさこ                                                     |
| 2018年12月11日-12月18日 | 19の夜 -大人でも子供でもない夢前夜-                                          | ケンドーコバヤシ、小沢一敬                                                           |
| 2019年1月7日-1月14日    | 妄想不動産 徳井義実×大橋未歩～他人の家を覗き見して家主を妄想するバラエティ～ | 徳井義実、大橋未歩、大西洋平                                                         |
| 2019年1月21日-1月28日   | じゃない方は今                                                               | 武内絵美                                                                             |
| 2019年2月4日-2月11日    | こんなオジさんだけど混ぜてもらっていいですか?                                | スタジオMC：田中卓志(アンガールズ)・ゆきぽよ(木村有希) VTR：小手伸也、ねお、鶴嶋乃愛 |
| 2019年2月18日-2月25日   | 鼻につくけどスゲーヤツ                                                       | MC：堀江貴文/西野亮廣 密着取材芸人:ダイアン津田                                      |
| 2019年3月4日-3月11日    | 内部告発!ゼポ女の裁き                                                        | MC：フットボールアワー                                                               |
| 2019年3月18日-3月25日   | ロボスクープ!                                                                | 編集長：春日俊彰、秘書：朝日奈央、記者：奥仲麻琴、草薙航基                           |

- 2017年6月27日には『濃厚凝縮ドキュメント 五分館』（通常は土曜深夜）を放送したが、これは当番組扱いはされない。
- 2017年7月18日と同年7月25日は『世界水泳ブダペスト』中継のため中断。
- 2017年12月26日・2018年1月2日・同年12月25日・2019年1月1日は年末年始番組のため休止。

## レギュラー化された番組
- イッテンモノ

2017年8月26日より日曜0:30 - 1:00（土曜深夜）で放送開始。2017年10月より木曜0:15 - 0:45（水曜深夜）に移動。2018年9月で終了。
- こんな田舎がアルか否か!?

単発特番で放送後、2018年4月15日より旅サンデー（日曜10:00 - 11:45）で月一回放送開始。
- 千鳥の東京路地裏大クセ探訪

単発企画で放送後、2018年4月29日より『千鳥の路地裏探訪』に改題の上、旅サンデー（日曜10:00 - 11:45）で月一回放送開始。

### 別枠で単発特番化された番組
- 世界むちゃブリ旅（2017年8月5日14:30 - 16:00）
- 夫はつらいよ（2018年3月11日15:20 - 16:30）
- 駐妻は見た!（2018年4月8日1:30 - 2:00、2018年4月14日23:15 - 翌0:05）
- 全部ワタシが問題です（2018年6月16日23:15 - 翌0:05）「全部 私が触りました」を改題の上、MCは千鳥、サンドウィッチマンに変更。
- 日本伝えばなし（2018年12月31日13:30 - 15:00)
- ワンフィクション（2018年12月31日15:00 - 16:30、2019年3月29日23:15 - 翌0:15)
- 出川とWHYガール（2019年3月30日23:30 - 翌0:20）